# Trois-mâts goélette
Ne doit pas être confondu avec goélette à trois mâts.

Schéma du gréement

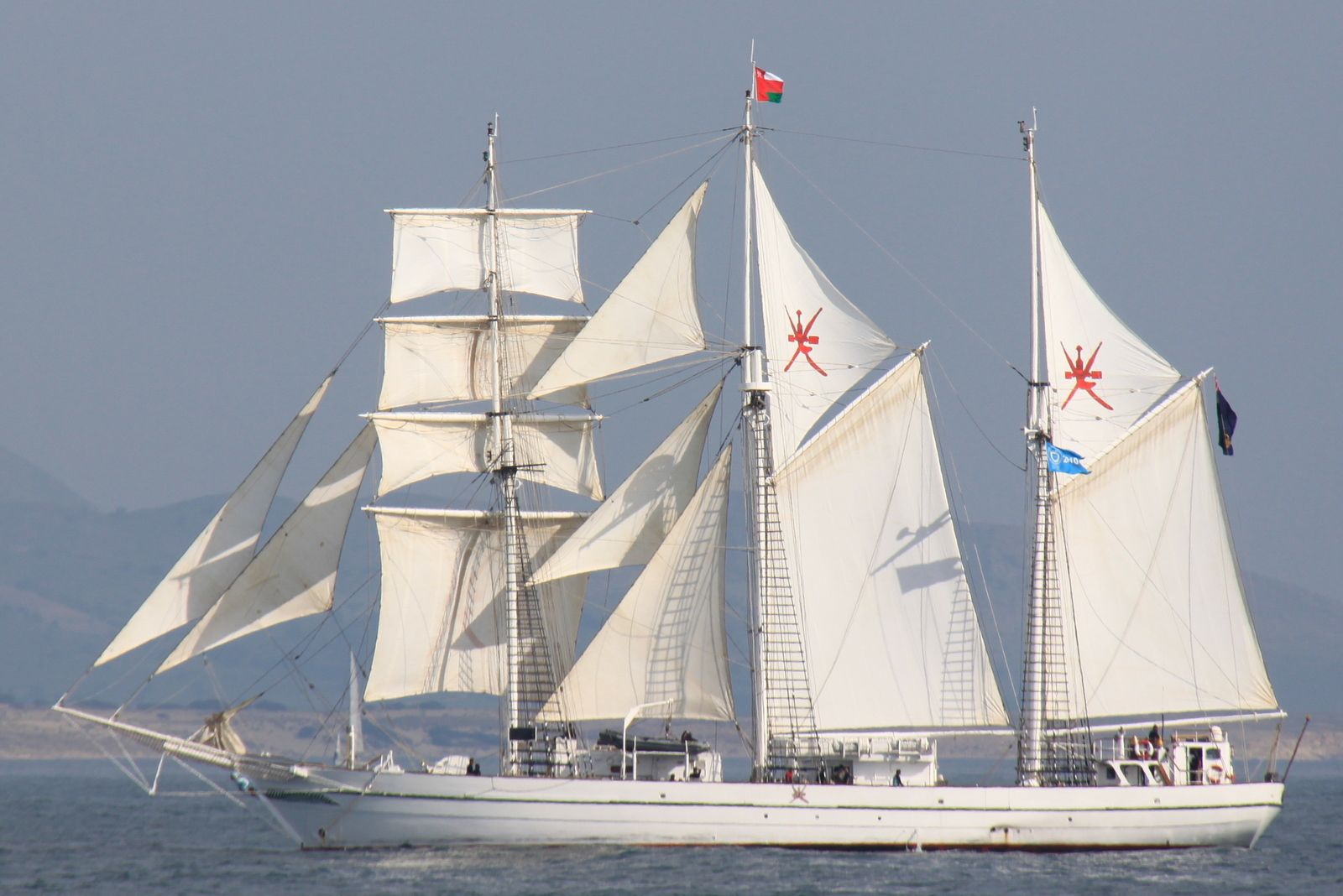
Le Rnov Shabab Oman I sous voiles

Un trois-mâts goélette (barquentine en anglais) est un voilier à trois mâts : le mât avant gréé avec des voiles carrées et les deux mâts arrière en voiles auriques.

## Description
Le trois-mâts goélette est appelé barquetine ou barquetin en anglais. C'est un voilier à trois mâts dont seul le mât de misaine (mât avant) possède des voiles carrées, les autres mâts sont grées en voiles auriques : 
- Grand-mâts : grand-voile et grand flèche[2].
- Mât d'artimon (arrière) : brigantine et flèche en cul[2].

Voiles d'étai et focs complètent le gréement.

## Variantes de gréement

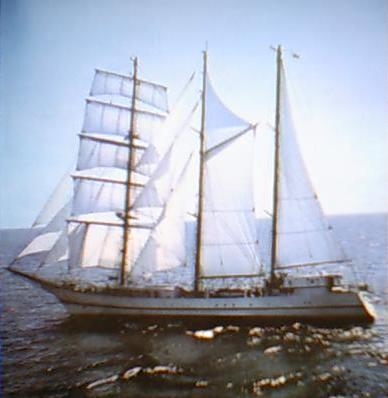
Le trois-mâts goélette polonais Iskra II.

Le trois-mâts goélette peut rarement présenter des huniers sur les autres mâts : les Trois-mâts goélette à huniers (Jackass barque en anglais).
Certains trois-mâts goélettes construits en Pologne portent un gréement particulier : un phare carré au mât de misaine, un gréement à corne sur le grand mât et une voile bermudienne au mât d'artimon.
Ce gréement ne doit pas être confondu une goélette à trois mâts, dont tous les mâts ont un gréement aurique.
La même disposition — premier mât avec un gréement carré, autres mâts avec un gréement aurique — se retrouvent sur les quatre-mâts goélettes, cinq-mâts goélettes et six-mâts goélettes qui ont en commun d'avoir le premier mât différemment gréé des autres. Lorsqu'il n'existe que deux mâts, on parle de brick-goélette.

## Historique
Ces types de gréement sont apparus dans la deuxième moitié du XIXe siècle. Ils ont souvent été utilisés pour les terre-neuvas car ils nécessitent un équipage moins nombreux que les autres trois-mâts, ou plus, car pour les réductions de voilure, la montée dans les mâts est réduite au seul mât de misaine.
On peut voir ces navires lors des réunions ou courses de vieux gréements.

## Comparaison avec les autres gréements trois-mâts du17e-19esiècle
| Type de Gréement   | Trois-mâts carré                                 | Trois-mâts barque                         | Trois-mâts goélette à huniers | Trois-mâts goélette                                  | Goélette à huniers à trois mâts                   | Goélette à trois mâts |
| ------------------ | ------------------------------------------------ | ----------------------------------------- | --- | ---------------------------------------------------- | ------------------------------------------------- | --------------------- |
| Termes anglais     | Fully rigged ship                                | Barque / bark                             | Jackass bark / Jackass barque | Barquentine / Schooner barque                        | Three-masted topsail schooner                     | Three-masted schooner |
| Caractéristiques   | - 3 phares carrés - brigantine sur mât d'artimon | - 2 phares carrés - mât d'artimon aurique | Mélange composite : - Un phare carré (grand mât ou mât de misaine), - Autres phares auriques avec Huniers possibles - mât d'artimon aurique | - 1 phare carré (mât de misaine) - 2 phares auriques | - 3 phares auriques - 1 ou 2 mâts ont des huniers | - 3 phares auriques   |
| Schéma du gréement |                                                  |                                           | |                                                      |                                                   |                       |
| Exemples de navire |                                                  |                                           | |                                                      |                                                   |                       |

## Exemples de navires

### En état de naviguer
- L’Alma Doepel (1905) est un trois-mâts goélette australien basé à Hobart en Tasmanie
- L’Atlantis  (1905) est un trois-mâts goélette hollandais de 57 m basé à Harlingen
- Le Frya (1907) est un trois-mâts goélette franco-anglais, d'origine danoise
- Le Mare Frisium (1916), ex Petronella, ex Helmuth, est un trois-mâts goélette hollandais de 52 m (voilure : 634 m2; tirant d'eau : 3 m; équipage : 12 à 15 personnes). Initialement exploité pour la pêche du hareng, puis comme bateau de charge, il est abandonné sur un quai suédois. Il sera finalement restauré et transformé en trois-mâts. Il est aujourd'hui basé à Harlingen
- La Boudeuse (1916) est un trois-mâts goélette d'origine hollandaise, aujourd'hui français, basé à Fécamp
- Le Marité (1923) est un trois-mâts goélette  à hunier de 47 m (voilure : 650 m2) d'abord utilisé pour la pêche de la morue, il serait le dernier survivant des terre-neuviers en bois  France
- Le Gulden Leeuw (1937), ex Dana  Pays-Bas
- Le Thor Heyerdahl (1930), est un trois-mâts goélette allemand de 49,80 m, restauré dans les années 1980
- Le Jadran (1933) est un trois-mâts goélette monténégrin de 58,20 m
- Le Palinuro (1934) est un trois-mâts goélette italien de 69 m (voilure : 2 643 m2), construit par les chantiers Dubigeon
- Le Bel Espoir II (1944) est un trois-mâts goélette à hunier de 38,50 m, aujourd'hui  France
- Le Pelican of London (1948)  Royaume-Uni
- Le Dewaruci (1953) est un trois-mâts goélette indonésien de 58,27 m (voilure : 1 100 m2)
- L’Antigua (1956) est un trois-mâts goélette hollandais de 48 m (voilure : 750 m2)
- Le Peace (1962), ex-SWI 180 Goplo, construit à Gdansk est transformé en trois-mâts goélette après une carrière de chalutier scientifique. Il navigue sous pavillon de Saint-Vincent-et-les-Grenadines au départ de Kingstown[4]
- Le Shabab Oman (1971) est un trois-mâts goélette omanien de 52,1 m (voilure : 1 020 m2)
- Le Pogoria (1980) est un trois-mâts goélette polonais de 47 m. Il a trois sisters-ships : l’Iskra II, trois-mâts goélette de la Marine polonaise ; l’Oceania, voilier de recherche océanographique mis sur cale et appartenant à la ville de Gdynia ; et le Kaliakra, trois-mâts goélette noir de la Marine bulgare
- L’Iskra II (1982) est initialement un trois-mâts goélette polonais de 49 m (voilure : 1 000 m2)
- Le Kaliakra (1984) est un trois-mâts goélette bulgare de 52 m (voilure : 1 080 m2)
- Le STS Leeuwin II (1986) est un trois-mâts goélette australien (voilure : 810 m2)
- Le Spirit of New Zealand (1986) est un trois-mâts goélette néo-zélandais de 45,20 m
- Le Tole Mour (1988) est un trois-mâts goélette américain de 48 m
- Le Peacemaker (1989) est un trois-mâts goélette américain de 45,70 m
- Le Concordia (1992) est un trois-mâts goélette canadien, de Class-Afloat.
- Le Miraie, ex-Akogare (1993) trois-mâts goélette japonais de 52 m
- Le Mary-Anne (1996) est un trois-mâts goélette allemand de 65,8 m
- Le Royal Helena (2009) est un trois-mâts goélette bulgare de 44,6 m, gréement barquentine (voilure : 1 000 m2). Il participe à la fête "Toulon Voiles de Légendes 2013"
- Le Running On Waves (2011) est un trois-mâts goélette maltais à voile d'étai (voilure : 1 120 m2)

### Bateaux musées
- Le Gazela of Philadelpia (1883), ex-Gazela Primeiro, est un trois-mâts goélette en pin qui servira de morutier portugais avant de devenir à Philadelphie un musée consacré à l'évolution des technologies maritimes[5]
- Le Regina Maris (1908), est un trois-mâts goélette converti en attraction à Long Island
- Le Mercator (1931), ancien navire-école belge, se visite dans le port d'Ostende mais fait encore du cabotage
- Le Meridianas (1948), construit par la Finlande comme réparation de guerre à l'URSS, il a servi de navire-école soviétique[6] puis de restaurant à partir de 1971. Restauré entre 2012 et 2013[7], il sert est toujours de restaurant à quai à Klaipeda (Lituanie), ville dont il est devenu le symbole[8].

### Trois-mâts goélettes disparus
- L’Antoinette, construit en 1902 par les chantiers de construction navale de Nantes (longueur 59,79 m), dernier trois-mâts de commerce lancé en France.
- Le Flying Cloud (1935) était un trois-mâts goélette de 48,98 m basé dans les Îles Vierges britanniques. Le voilier était initialement gréé en goélette à trois-mâts à sa sortie des chantiers Dubigeon, sous le nom, à l'époque, d’Oiseau des îles. Détruit en 2009